# Schoenotenes
Schoenotenes is een geslacht van vlinders in de onderfamilie Tortricinae van de familie bladrollers (Tortricidae). De wetenschappelijke naam van het geslacht is voor het eerst geldig gepubliceerd in 1908 door Edward Meyrick.
De typesoort is Schoenotenes synchorda Meyrick, 1908

## Soorten
- Schoenotenes affinis
- Schoenotenes agana
- Schoenotenes aphrodes
- Schoenotenes argentaura
- Schoenotenes aurispersa
- Schoenotenes capnosema
- Schoenotenes centroicta
- Schoenotenes chalcitis
- Schoenotenes coccyx
- Schoenotenes collarigera
- Schoenotenes croceosema
- Schoenotenes decta
- Schoenotenes elasma
- Schoenotenes emmetra
- Schoenotenes gliscens
- Schoenotenes iners
- Schoenotenes lichenochroma
- Schoenotenes luminosa
- Schoenotenes nanodes
- Schoenotenes oenographa
- Schoenotenes oligosema
- Schoenotenes ovalis
- Schoenotenes pallida
- Schoenotenes peos
- Schoenotenes peralba
- Schoenotenes petraea
- Schoenotenes plagiostibus
- Schoenotenes prophanes
- Schoenotenes pseudurga
- Schoenotenes sciocosma
- Schoenotenes spilonoma
- Schoenotenes sufflava
- Schoenotenes synchorda
- Schoenotenes trachygrapha
- Schoenotenes vana